# 望高寮 (南屯區)
24°08′45″N 120°34′44″E / 24.14583°N 120.57889°E
望高寮是臺灣觀賞夜景的地點之一，位於臺中市南屯區與大肚區交界，居大肚山南側，倚臨王田斷崖，為地形上可俯瞰東、南、西三面的景觀；向東可展望臺中盆地上臺中市天際線，向南可眺望大肚溪及對岸的彰化平原，向西可遠望整個臺中港。

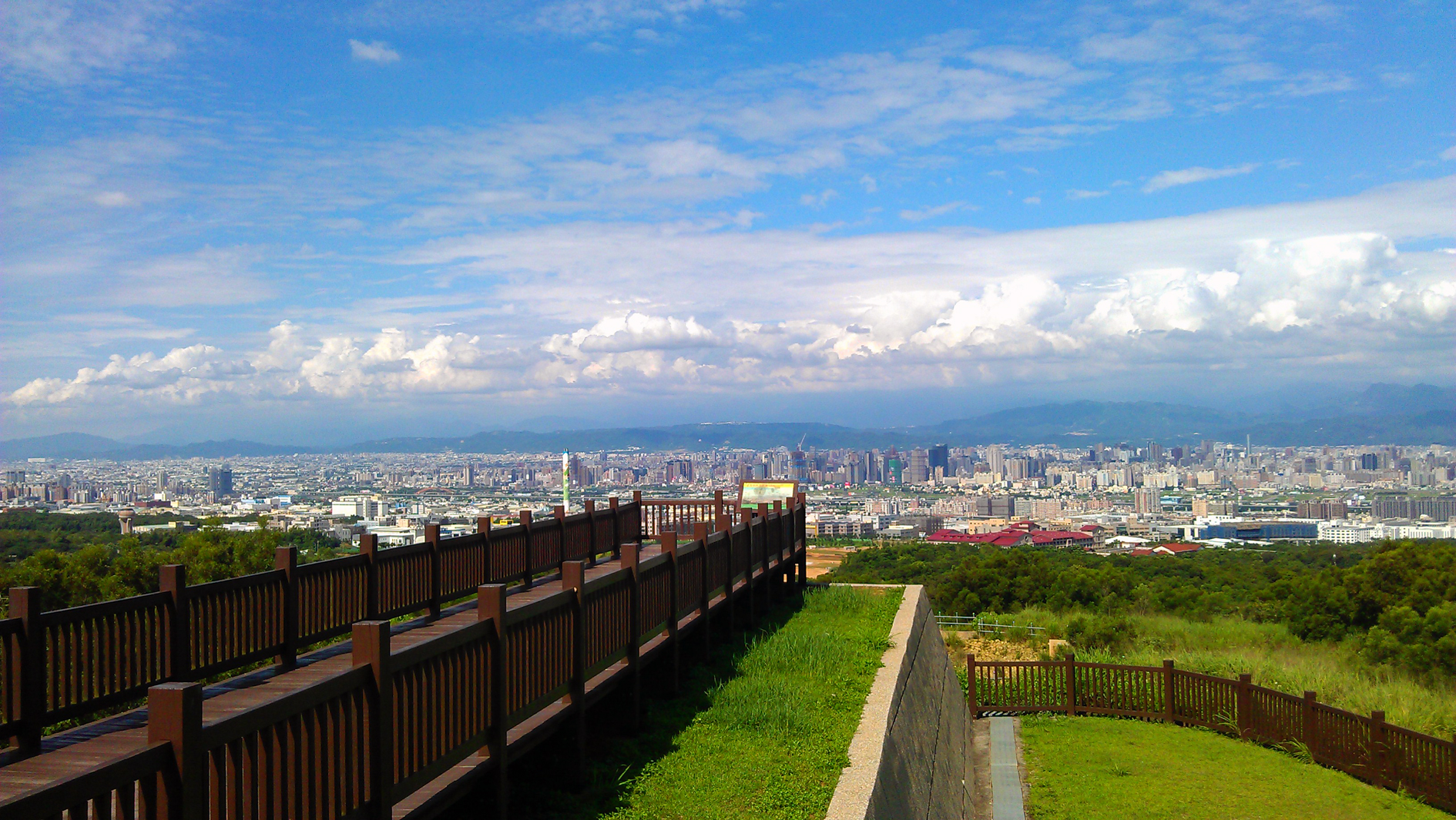
自望高寮俯瞰整個臺中天際線

## 夜景公園
望高寮又稱「王田坎」，是大肚台地最高的一處山野。夜景公園所在地為為一座大斷崖，站在眺望平台可以遠看臺中港區、彰化大肚溪以南平地、以及臺中市區，夜晚更可以看到三地萬家燈火的夜景。由於地形的優勢，使得望高寮成為一觀日及賞星光的最佳去處。近期更吸引了小販商家到此形成集市，宛如一座不夜城，警車也常到此巡邏而安全許多，附近的嶺東科技大學與其他學校的學生也常結伴到此遊玩，望高寮已成為情侶浪漫夜景。

## 歷史建築
望高寮周邊有幾座軍事碉堡，俗稱「東海古堡」，是日軍於二次大戰末期，為避免美軍登陸而興建的反空降碉堡與馬鞍型掩體。日本戰敗後，國軍將大肚山上零散分佈的碉堡逐一封閉或拆除，其中望高寮的兩座碉堡則被當地文史保存團體呼籲保留。2006年4月24日，臺中市政府文化局將這些碉堡依《文化資產保存法》登記為歷史建築，分別是戰後A01碉堡、戰後A02碉堡、戰後A03碉堡、戰後A04碉堡及二次大戰13號碉堡。望高寮的碉堡高度相當地高，據媒體所知有五層樓高度。

## 公共問題
由於望高寮的地形之故，曾在2012年9月27日發生有人在望高寮觀賞夜景，因而失足墜下15公尺高的山谷。
望高寮的道路狹小且地處偏僻，曾有一段時間內成為治安上死角，當地飆車族選在觀賞夜景的民眾下手隨機殺人，還有被人一路從望高寮追殺到山下，以及附近的碉堡成為吸食毒品的隱藏地點，造成望高寮履現刑案，因而驚動臺中市警方來整頓該地的治安。
為了協助改善望高寮道路、垃圾及治安的問題，市政府已於2012年3月14日設立警察局瑞井派出所；其它在道路拓寬、觀景平台的路燈不足、增設垃圾桶等公共建設，也推動專案小組去進行。

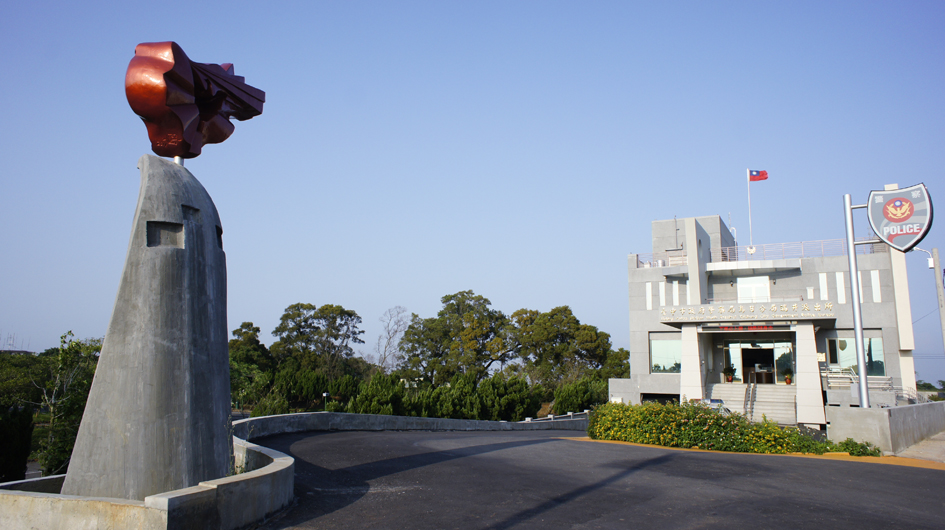
瑞井派出所是擔負望高寮的治安，也是距離最近的警察機關。

## 外部連結
- . 南屯區公所網站. 南屯區公所. （原始内容存档于2019-06-04） （中文（臺灣））.

- . 大肚區公所網站. 大肚鄉公所. （原始内容存档于2011-04-08） （中文（臺灣））.